# Baeotis johannae
Baeotis johannae är en fjärilsart som beskrevs av Sharpe 1890. Baeotis johannae ingår i släktet Baeotis och familjen Riodinidae. Inga underarter finns listade i Catalogue of Life.